# Diplazon insulcatus
Diplazon insulcatus är en stekelart som beskrevs av Dasch 1964. Diplazon insulcatus ingår i släktet Diplazon och familjen brokparasitsteklar. Inga underarter finns listade i Catalogue of Life.